# Köarz
Köarz è un comune dell'Azerbaigian situato nel distretto di Cəlilabad. Conta una popolazione di 660 abitanti.